# Jo Woo-ri
Jo Woo-ri (조우리?, Jo U-riLR, Cho U-riMR; Seul, 29 marzo 1992) è un'attrice sudcoreana.

## Filmografia

### Televisione
- Real School! (레알 스쿨! ?) – serie TV (2011)
- Insaengeseo gajang bichnaneun sigan (인생에서 가장 빛나는 시간?) – serial TV (2012)
- Salangdo doni doenayo (사랑도 돈이 되나요?) – serial TV (2012)
- Friendly Criminal (드라마 스페셜 - 친구 중에 범인이 있다?) – serial TV (2012)
- Jeon Woo-chi (전우치?) – serial TV (2012)
- Sirius (시리우스?) – serial TV (2013)
- Ilmar-ui sunjeong (일말의 순정?) – serial TV (2013)
- Medical Top Team (메디컬탑팀?) – serial TV (2014)
- Modern Farmer (모던파머?) – serial TV (2014)
- A Daughter Just Like You (딱 너 같은 딸?) – serial TV (2015)
- Tae-yang-ui hu-ye (태양의 후예?) – serial TV (2016)
- Manyeoui beopjeong (마녀의 법정?) – serial TV (2017)
- Tukkapseu (투깝스?) – serial TV (2017)
- Churiui yeowang 2 (추리의 여왕 2?) – serial TV (2018)
- Eurachacha Waikiki (으라차차 와이키키?) – serial TV (2018)
- Nae aidineun Gangnammi-in (내 아이디는 강남미인?) serial TV (2018)
- Life on Mars (라이프 온 마스?) – serial TV (2018)
- Sarangeun byutipul insaengeun wondeopu (사랑은 뷰티풀 인생은 원더풀?) – serial TV (2019-2020)
- Geunomi geunomida (그놈이 그놈이다?) – serial TV (2020)

## Premi e riconoscimenti
- Korea Drama Awards
  - 2018 – Star of the Year Award per Nae aidineun Gangnammi-in[2]
- Korea First Brand Awards
  - 2018 – Actress Award[3]
- KBS Drama Awards
  - 2018 – Candidatura come Best New Actress per Churieui yeowang 2